# Nyctemera sulphurana
Nyctemera sulphurana là một loài bướm đêm thuộc phân họ Arctiinae, họ Erebidae.